# Earlton
Earlton – miasto w Stanach Zjednoczonych, w stanie Kansas, w hrabstwie Neosho.